# Antonio Campillo Meseguer
Antonio Campillo Meseguer (Santomera, 17 de maig de 1956) és un filòsof i sociòleg espanyol. De 2013 a 2017 va presidir la Red española de Filosofia. En les seves publicacions analitza la relació entre democràcia i ciutadania, la política com a espectacle i les característiques de la societat global reclamant la renovació del discurs filosòfic per adequar-lo a la societat globalitzada del segle XXI.

## Trajectòria
Va néixer a Santomera, un poble de Múrcia on va passar la seva infància i on resideix des de 1992. Als 16 anys va començar a llegir els autors clàssics de la filosofia (Plató, Agustí d'Hipona, René Descartes, Jean-Jacques Rousseau, Karl Marx) i alguns autors del segle XX (Ernst Cassirer, Sigmund Freud, Theodor Adorno, Erich Fromm). En descobrir Miguel de Unamuno i Friedrich Nietzsche va viure la divisió de la seva vocació entre la literatura i la filosofia. El 1973 va iniciar a Madrid els estudis de filosofia. Va cursar els dos primers anys a la Universitat Pontifícia de Comillas i va continuar la seva carrera a la Universitat Complutense de Madrid. En els dos últims anys va ser alumne de José Luís López Aranguren que acabava de tornar de l'exili i de recuperar la seva càtedra després de la mort de Franco el 1975. El 1974 va iniciar la seva llicenciatura en sociologia a la Facultat de Ciències Polítiques i Sociologia de la Universitat Complutense. Va concloure les dues llicenciatures (Filosofia i Sociologia) el 1979 i va presentar la seva tesi de llicenciatura dirigida per Aranguren titulada «La ética después de Nietzsche».
Els sis anys viscuts a Madrid van ser decisius per a la seva formació intel·lectual i pel despertar de la seva consciència política. L'octubre de 1979 es va incorporar a la Universitat de Múrcia com a professor ajudant impartint l'assignatura d'Història i genealogia del saber.
Es va doctorar en Filosofia el 1984. Ha estat investigador al Centre Michel Foucault de París (1995) i a l'Institut de Filosofia del Consell Superior d'Investigacions Científiques (2009-2010). Des de 1997 és catedràtic de Filosofia de la Universitat de Múrcia. De 2010 a 2018 va ser degà de la Facultat de Filosofia de la Universitat de Múrcia.

## Pensament
Ha editat i traduït textos de Georges Bataille i de Michel Foucault. Es va donar a conèixer el 1985 amb Adiós al progreso. Una meditación sobre la historia, obra finalista del XIII Premi Anagrama d'Assaig. En el seu primer llibre, Campillo va abordar la «crisi de la modernitat», plantejant que la crisi era el final de la concepció evolutiva i eurocèntrica de la història universal, i reivindicant l'elaboració d'una nova filosofia de la història i d'una nova manera de pensar les relacions entre les diferents èpoques i entre els diferents pobles de la Terra, però també entre la natura i la cultura, entre la biosfera terrestre i la tecnosfera humana, les dues cares de la condició humana que els filòsofs de l'antiga Grècia van anomenar physis i polis.
El 2008 va publicar El concepto de lo político en la sociedad global, un llibre en què reclama un canvi en la noció de ciutadania, car considera que aquesta no pot seguir identificant-se amb nacionalitat. Denuncia l'estamentació de les societats occidentals i la política com a espectacle de la qual som mers espectadors, fet que afavoreix el populisme i la manipulació.

## Obra publicada
- Adiós al progreso. Una meditación sobre la historia (1985)
- La fuerza de la razón. Guerra, Estado y ciencia en el Renacimiento (1987)
- La invención del sujeto (2001)
- Variaciones de la vida humana. Una teoría de la historia (2001)
- El gran experimento. Ensayos sobre la sociedad global (2001)
- El concepto de lo político en la sociedad global (2008)
- Tierra de nadie. Cómo pensar (en) la sociedad global (2015)
- Mundo, nosotros, yo. Ensayos cosmopoliéticos (2018)
- Un lugar en el mundo. La justicia espacial y el derecho a la ciudad (2019)[7]
- El concepto de amor en Arendt (2019)